# رونا سيلع
رونا سيلع (بالعبرية: רונה סלע ) باحثة، مؤرخة مؤرشفة لتاريخ الفن والتي كشفت عددًا هائلاً من المواد المهمة والمتعلقة بتاريخ الفلسطينيين قبل النكبة، تتحدث عن تفاصيل مفاجئة طوال الوقت، وتشير إلى ضرورة إعادة ممتلكات الفلسطينيين, خلال نضال قضائيّ مستمر، تمّ إخراج الأرشيفات علنا.
ولدت سيلع ونشأت في بتاح تكفا. منذ نهاية التسعينيات ، كانت سيلع ترعى المعارض التي تتعلق بقضايا اجتماعيّة وسياسيّة في تاريخ التصوير الفوتوغرافي المحليّ والإسرائيليّ والفلسطينيّ. كان أول معرض هام برعاية كتاب بعنوان "التصوير الفوتوغرافي في فلسطين / إسرائيل في الثلاثينيات والأربعينيات من القرن الماضي"في عام 2000" .

## أعمالها وإنجازاتها
كانت المنسقة الرئيسية لمتحف مدينة حيفا وأمين التصوير في متحف تل أبيب للفنون. ركزت على تقديم فنانين عالميين مثل لورينا سيمبسون، وأندريه سيرينو، سيندي شيرمان، روبرت مابليثورب ,ويلي دوهرتي، كاثرين ياس وستيفن بيبين الذين شهدوا الثورة التي حدثت في السبعينيات والسعي الاجتماعيّ والسياسيّ للتصوير الفوتوغرافي بواسطة Azma Magma بوست في المتحف.
بالإضافة إلى عملها كمقيمة وباحثة مستقلة ، أطلقت مشروعين في مجال التصوير الفوتوغرافي وتاريخ التصوير الفوتوغرافي في إسرائيل: أول مكتبة مخصصة للتصوير المحلي في بيت آفي تشاي في القدس ومركز التصوير المحلي. تأسّست الأبحاث والحفظ عام 2002.
بالاضافة الى ذلك قامت ببحث واستكشاف الأراضي الفلسطينية عام 1940-1948.
نصوصٌ واعترافات موثّقة، يكتبها ويقولها إسرائيليون، جزءٌ أساسيّ من أرشيف تحاول إسرائيل طمسه، بينما يجهد باحثون ومنقّبون ومؤرّخون، إسرائيليون وغير إسرائيليين، في إعادته إلى الضوء. "نهب وإخفاء" (2017) مثلٌ على ذلك (الكتابة عنه نابعةٌ من مُشاهدةٍ متأخّرة له): وثائقي للإسرائيلية رونا سيلع يندرج في إطار التنقيب عن المخبّأ في الأرشيف، الذي يُدين عدواً من خلال أفعاله الجُرميّة، وبعض تلك الأفعال يتمثّل بنهب أرشيف فلسطيني مُصوّر، يكشف توثيق الفلسطيني يومياته، منذ ما قبل نكبة 1948 إلى الاجتياح الإسرائيلي للبنان عام 1982.
الأرشيف الفلسطيني منهوبٌ، ففيه إدانةٌ لأعمال جُرميّة إسرائيلية صهيونية، وهذا ما يقوله ضابط إسرائيلي لم يظهر وجهه أمام الكاميرا، إذْ ينتبه إلى صُور أرشيفية تُذكّره بلحظات نهب ممنهج للأرشيف الفلسطيني من "مركز الأبحاث الفلسطيني" في بيروت، لأنّ جنوداً إسرائيليين يتنبّهون إلى أنّ الصُور الفوتوغرافية، تحديداً، برهان على نضال يومي للفلسطيني، منزوع السلاح أيضاً. صُوَر كهذه ملتقطة في أماكن مختلفة من فلسطين تؤكّد أنّ الفلسطيني يُطارد عدوّه في كلّ مكان، ويوثّق أفعاله الجُرميّة في كلّ مكان.

### معارض رونا سيلع[1]
- مدى الواقعية ، متحف تل أبيب للفنون ، 1993.
- سيندي شيرمان ، متحف تل أبيب للفنون ، 1993.
- بيل هانسون ، تسلسلات ، متحف تل أبيب للفنون ، 1993.
- (90,70,90)متحف تل أبيب للفنون ، 1994.
- اوبريت مفلتورب ، معرض استعادي ، متحف تل أبيب للفنون (بالتعاون مع جيرمانو تشالانت) ، 1994.
- لورينا سيمبسون ، للمشاهد ، متحف تل أبيب للفنون (مع بريل برايت) ، 1994.
- جلعاد أوفير ، جدران العملاق ، متحف تل أبيب للفنون ، 1995.
- تيرانيت برزيلاي ، متحف تل أبيب للفنون ، 1996.
- البيئات (هيلين تشادويك ، ستيفن بيبين ، هانا كولينز ، كاثرين ياس ويلي دوهرتي) متحف تل أبيب للفنون ، 1997.
- أندريه سيرينو ، غرفة الموتى ، متحف تل أبيب للفنون ، 1997.
- التصوير الفوتوغرافي في فلسطين / إسرائيل في الثلاثينيات والأربعينيات من القرن الماضي ،  نشره كيبوتس هاميؤوحاد ومتحف هرتسليا للفنون ، 2000.
- روي كوبر - التفاح الذهبي ، مقبرة ، متحف هرتسليا للفنون ، 2001.
- ستة أيام وأربعون سنة أخرى ، متحف بتاح تكفا للفنون ، 2007.
- أوريت يشاي ، معرض الغرفة ، 2009.
- ديفيد حارس - البدايات ، بيت آفي هاي ، 2007.
- تاريخ العبور - مجموعة المعارض ، متحف مدينة حيفا ، 2007.
- العرض العام - صور لفلسطينيين في الأرشيف العسكري في إسرائيل ، إعلان فني, 2009.
- عنات ساراغوستي - صور من "هذا العالم" 1993-1980.
- معرض الدراسة ، مدرسة الفنون والمجتمع والثقافة ، كلية سابير الأكاديمية ، 2009.
- خليل رائد ، صور 1948-1891.
- متحف جوتمان للفنون ، 2010.
- دينا شينهاف ، سيناريو ، متحف ناحوم جوتمان للفنون ، 2011.
- تخمير - إسكان ، لغة ، تاريخ - جيل جديد في المدن اليهودية العربية ، متحف ناحوم غوتمان للفنون ، 2013.
- ريدة أدون - امرأة بلا بيت ، متحف تل أبيب للفنون ، 2014.
- أفيتال كنعاني - بعد الروح ، مركز عين حرود للفنون ، 2016.